# Kryptopterus sabanus
Kryptopterus sabanus är en fiskart som först beskrevs av Robert F. Inger och Chin, 1959.  Kryptopterus sabanus ingår i släktet Kryptopterus och familjen malfiskar. Inga underarter finns listade i Catalogue of Life.